# Prezident Chile

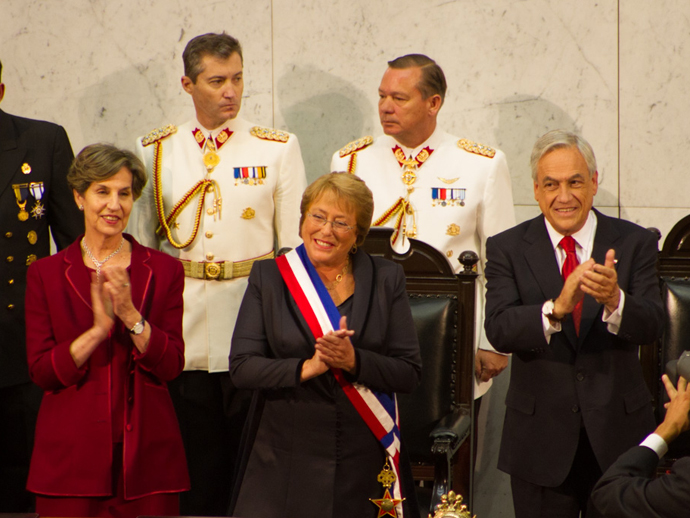
Michelle Bacheletová (uprostřed) a Sebastián Piñera (vpravo) byli zvoleni prezidenty na dvě nenásledující období.

Prezident Chile (španělsky Presidente de Chile) je hlava státu a vlády Chilské republiky. Prezident je zodpovědný jak za vládu Chile, tak za státní správu. Přestože se její role a význam v průběhu historie Chile měnily, stejně jako její postavení a vztahy s ostatními aktéry v národní politické organizaci, je jednou z nejvýraznějších politických osobností. Je také považována za jednu z institucí, které tvoří „Historickou ústavu Chile“ a je nezbytná pro politickou stabilitu země. Prezident je rovněž vrchním velitelem chilských ozbrojených sil. 
Podle současné ústavy Chile (přijaté v roce 1980) slouží prezident na čtyřleté funkční období, přičemž okamžité znovuzvolení je zakázáno. Kratší období (dříve bylo volební období šest let) umožňuje synchronizaci parlamentních a prezidentských voleb. Oficiálním sídlem prezidenta Chile je palác La Moneda v hlavním městě Santiagu.

## Volby

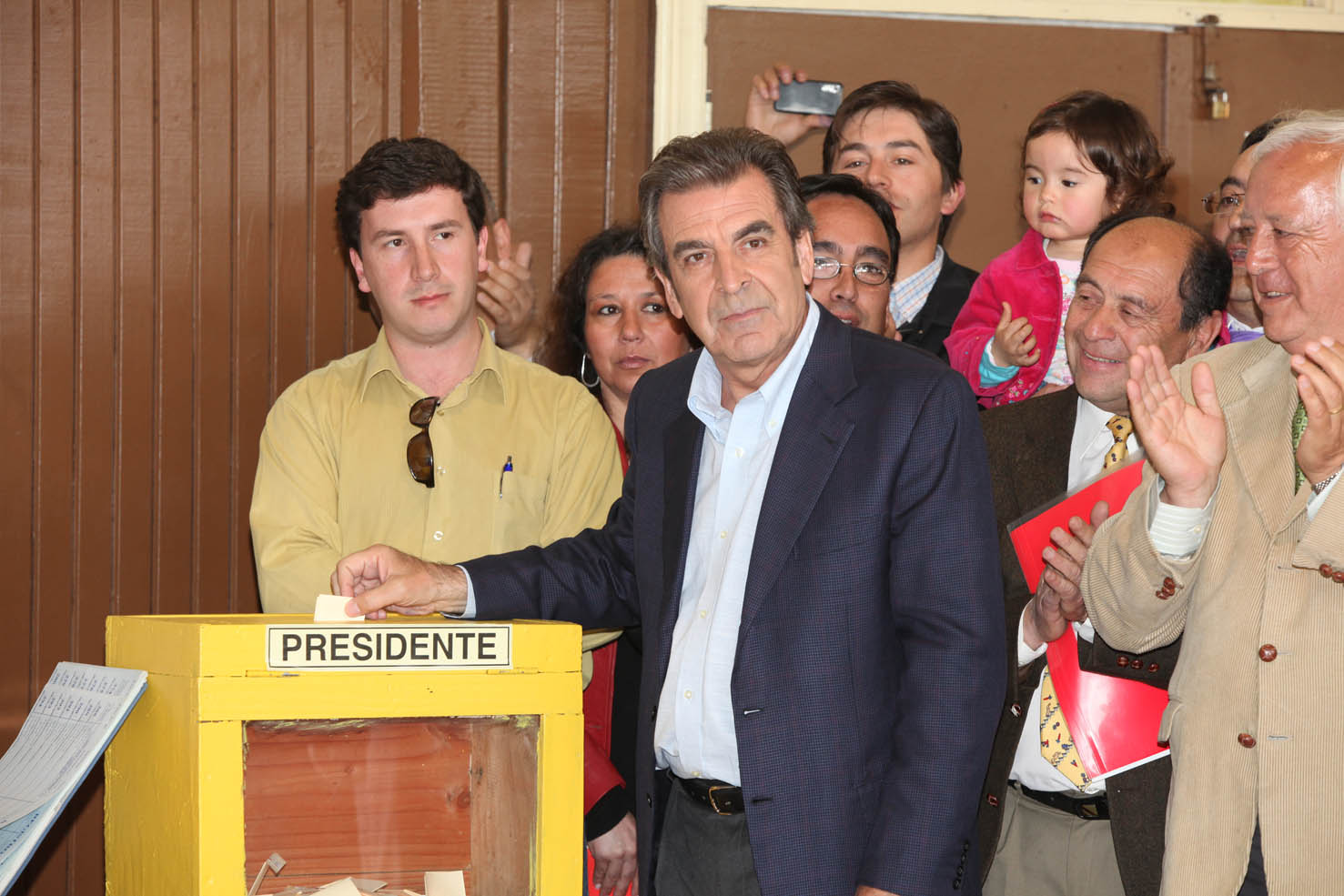
Eduardo Frei Ruiz-Tagle hlasující v Chilských prezidentských volbách, 2009.

Článek 26 upřesňuje volební požadavky. Prezident je volen v přímé volbě nadpoloviční většinou platných hlasů. Používá se dvoukolový systém. Aby strana vítězného kandidáta vyhrála volby v prvním kole, musí získat více než 50 procent platných hlasů, přičemž ze sčítání vynecháme prázdné a zkažené hlasy.
Volba se koná třetí neděli v listopadu roku bezprostředně před koncem administrativy prezidenta, který v té době úřad zastával. Jsou-li v prezidentských 
volbách více než dva kandidáti a žádný z nich nezíská více než polovinu platně odevzdaných hlasů, koná se nová volba. Druhé volby ("volba") se způsobem stanoveným zákonem budou konat čtvrtou neděli po prvních volbách a budou omezeny na dva kandidáty s nejvyšší relativní většinou. Poté je prezidentem zvolen kandidát s většinou platných hlasů v tomto kole.

## Funkční období
Podle ústavy z roku 1828 prezident sloužil čtyři roky, bez možnosti okamžitého znovuzvolení na další období. V roce 1833 bylo prezidentské období změněno na pět let s možností okamžitého znovuzvolení na další období, omezené na dvě po sobě jdoucí období. Poté ústavní reformou v roce 1878 byla možnost znovuzvolení zakázána. Podle ústavy z roku 1925 prezident sloužil po dobu šesti let, bez možnosti okamžitého znovuzvolení.
V původním textu ústavy z roku 1980 prezident sloužil po dobu osmi let bez možnosti okamžitého znovuzvolení. Některé přechodné dispozice, stanovené během vojenské diktatury generála Augusta Pinocheta, umožnily výjimečnou možnost jeho znovuzvolení v plebiscitu v roce 1988. V rámci přechodu k demokracii pak referendum v roce 1989 stanovilo první přechodné čtyřleté prezidentské období (1990–1994), po němž následovala běžná osmiletá období bez možnosti okamžitého znovuzvolení. Nicméně 4. března 1994 (týden před nástupem Eduarda Frei Ruiz-Tagle do úřadu) bylo prezidentské období zkráceno na šestileté funkční období bez okamžitého znovuzvolení.
Podle ústavní reformy z roku 2005 prezident slouží čtyři roky bez možnosti okamžitého znovuzvolení na další období. Bývalý prezident se může ucházet o úřad znovu poté, co odsloužil první funkční období, ale pouze ve volbách po jeho nástupci, protože není dovoleno ucházet se o po sobě jdoucí období. Neexistuje žádný limit, kolikrát se může osoba ucházet o kandidaturu, pokud předtím nesloužila jako prezident.
Úřadující prezident v souladu s ústavou ukončí své odpovídající funkční období 11. března roku bezprostředně po volbách. Zvolený prezident se ujímá úřadu týž den.